# 약지의 표본
《약지의 표본》(L'Annulaire, The Ring Finger)은 영국에서 제작된 디안느 베트랑 감독의 2005년 드라마 영화이다. 올가 쿠릴렌코 등이 주연으로 출연하였다.

## 출연

### 주연
- 올가 쿠릴렌코
- 마크 바르베

### 조연
- 스티페 에르체그
- 에디트 스코브
- 한스 지쉴러
- 소티귀 쿠야트
- 앤 베누아
- 안느 파시오
- 올리비에르 클라베리에

## 기타
- 원작자: 오가와 요코
- 공동제작: 버트랜드 페이브리
- 공동제작: 케이트 옥본
- 공동제작: 솔레다드 가티-파스쿠알
- 공동제작: 알프레드 허머
- 미술: 티에리 프랑수아
- 의상: 파스칼린 샤반느
- 배역: 프레데릭 므와동